# Млинкомбінат
Млинкомбінат (біл. Мелькамбінат) — пасажирський зупинний пункт Гомельського відділення Білоруської залізниці на електрифікованій лінії Жлобин — Калинковичі між зупинним пунктом Дубровичі (1,2 км) та станцією Калинковичі (1,7 км). Розташований у місті Калинковичі Калинковицького району Гомельської області.

## Пасажирське сполучення
На платформі Млинкомбінат зупиняються приміські поїзди економ-класу сполученням Жлобин — Калинковичі.